# Момино Село
Мо́мино Се́ло (болг. Момино село) — село в Пловдивській області Болгарії. Входить до складу общини Раковський.

## Населення
За даними перепису населення 2011 року у селі проживала 721 особа.
Національний склад населення села:
| Національність   | Кількість осіб | Відсоток |
| ---------------- | -------------- | -------- |
| болгари          | 459            | 64,3%    |
| цигани           | 253            | 35,4%    |
| турки            | 0              | 0%       |
| Всього відповіли | 714            |          |

Розподіл населення за віком у 2011 році:
Динаміка населення: